# 하비 화이트
	하비 데이비드 화이트(영어: Harvey David White, 2001년 1월 8일 ~ )은 현재 잉글랜드 EFL 리그 원의 클럽 스테버니지에서 뛰는 잉글랜드의 축구 선수이다.